# Star Wars: Obi-Wan & Anakin
Star Wars: Obi-Wan & Anakin es una miniserie de cómics compuesta por cinco números donde se cuenta una historia independiente protagonizada por estos dos personajes de la saga Star Wars. La historia estuvo ambientada tres años después de la película Star Wars: Episode I - The Phantom Menace y siete antes de la película Star Wars: Episode II - Attack of the Clones. La historia estuvo escrita por Charles Soule y los dibujos corrieron a cargo de Marco Checchetto. Se publicó en los Estados Unidos por la editorial de historietas gráficas americana Marvel Comics y en España por Editorial Planeta.

## Sinopsis

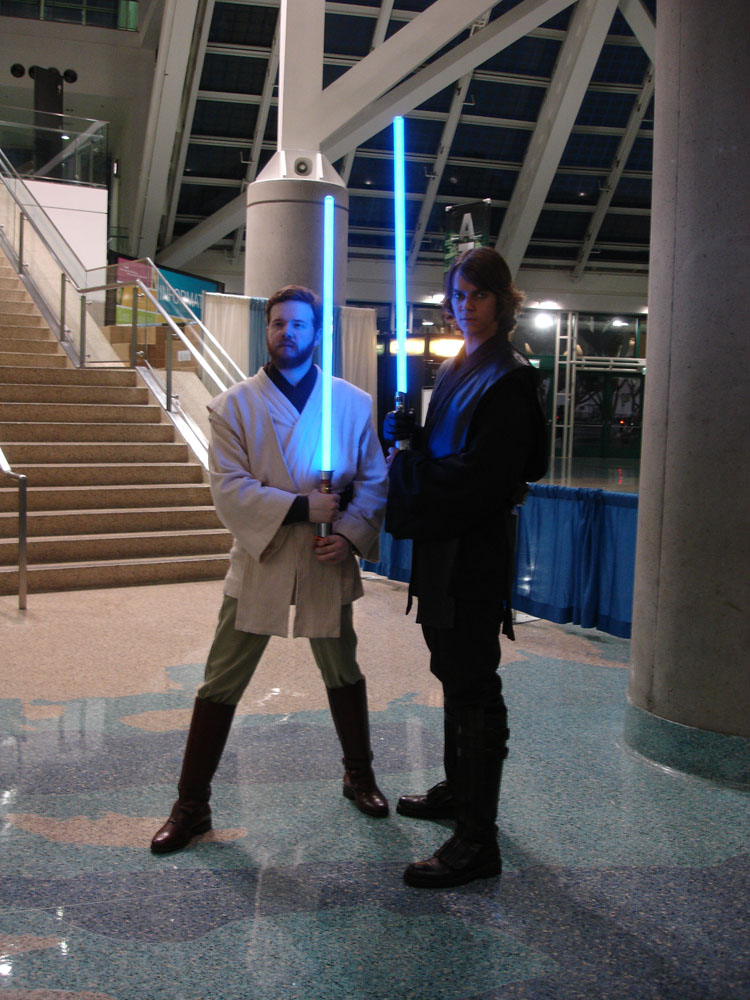
Dos cosplayers ataviados como los protagonistas del cómic.

Tras la muerte del caballero Jedi Qui-Gon Jinn, Obi-Wan Kenobi se hace cargo del adiestramiento del joven padawan Anakin Skywalker —futuro Darth Vader— en las técnicas y en la filosofía de los Jedis. Ambos, maestro y aprendriz, llegan al planeta en ruinas Carnelian IV para atender una señal de socorro. Allí encuentran dos civilizaciones enfrentadas: los Abiertos y los Cerrados. Obi-Wan y Anakin salvan a dos mujeres que pertenecen a la facción de los Abiertos y a un hombre perteneciente a la de los Cerrados. Madre Pran y Kolara las mujeres de la facción de los Abiertos, secuestran a Anakin cuando ven lo habilidoso que es arreglando artefactos. Al mismo tiempo, vemos a través de analepsis las dudas que embargan al joven Skywalker sobre su entrenamiento y su continuidad en la Orden Jedi, así como su amistad creciente con el Canciller Palpatine —el pérfido maestro del Sith, Darth Sidious actuando desde las sombras— en las zonas bajas de la capital planetaria Coruscant. Obi-Wan va al rescate de Anakin y conoce a Sera, una anciana que recopila vieja tecnología con la única intención de inspirar a los jóvenes de Carnelian IV a finalizar con la guerra. Obi-Wan consigue mediar en el conflicto de los Abiertos y Cerrados y rescatar a Anakin convenciéndolo de su continuidad en la Orden mística al ver la verdadera función de los Jedi en la galaxia. 

## Creación
La miniserie fue escrita por el historietista Charles Soule, conocido dentro del mundo del cómic por sus trabajos en series como Daredevil, She-Hulk, Death of Wolverine o Superman/Wonder Woman. Marco Checchetto, dibujante de origen italiano, creó las viñetas de los cinco números así como las portadas. Checchetto es conocido también dentro del mundo del cómic americano por sus trabajos en series como Los vengadores, Deadpool, Spider-Man o Venom. Soule comentó que uno de los aspectos más atractivos que le llevó a escribir la trama de esta historieta fue la relación de aprendiz y maestro entre Anakin y Obi-Wan: «Se sitúa entre los Episodios I y II, uno de los mayores atractivos para mi a la hora de hacer esta serie porque realmente no se había explorado mucho este escenario». Soule participó con anterioridad en otra serie de Star Wars llevada al cómic titulada Lando, en la que se contó una historia independiente del personaje de saga Lando Calrissian y, en relación con ello, el escritor declaró: «Fue muy diferente escribir ambas historias, una es sobre la relación entre maestro-estudiante y la otra sobre un contrabandista sinvergüenza».
Igualmente, el artista Marco Checchetto también tenía experiencia con la franquicia de Star Wars. Antes de dibujar Obi-Wan & Anakin, Checcetto participó durante 2015 en el equipo de ilustradores de Star Wars: Shattered Empire y afirmó: «Los Jedis tienen capuchas y sus acciones hablan más que sus palabras. Así que les di muchas referencias con los samurái».

## Recepción
Star Wars: Obi-Wan & Anakin tuvo en general una buena aceptación. La base de datos de cómics Comicbookdb.com la calificó con un total de 7.3 sobre 10 de 12 votos emitidos. Goodreads.com le dio un 3.92 sobre 5 de 236 votos.